# Giacomo Vincenti
Giacomo Vincenti (fallecido en 1619) fue un librero e impresor musical italiano de Venecia. También se deletreó su nombre como Vincenci y Vincenzi. Empezó a imprimir en 1583. Su socio fue Ricciardo Amadino, y entre 1583 y 1586 imprimieron una veintena de libros al año, en su mayoría ediciones de música. Aunque su asociación oficial terminó en 1586, continuaron usando los mismos tipos de letra, colaboraron en algunas ediciones y tenían derechos de autor conjuntos en otras. En 1587, Vincenti publicó el Cuarto Libro de Madrigales de Luca Marenzio, con la dedicatoria del compositor.
Vincenti sí tenía competencia, incluidas las firmas de Gardano, Scotto y Amadino; sin embargo, sus producciones fueron más amplias. No publicó muchas obras no musicales. Fue uno de los primeros editores de música en publicar una lista comercial, que con frecuencia incluía precios. Vincenti usó la técnica de impresión de tipos móviles, sin embargo, sus ediciones no se consideran particularmente hermosas, aunque tienden a ser precisas.